# Paloma Negra
"Paloma Negra" é uma música ranchera escrita por Tomás Méndez e originalmente lançada por Chavela Vargas em 1961 em seu álbum de estreia autointitulado. A música foi posteriormente incluída na trilha sonora do cinebiografia indicado ao Óscar Frida.
"Paloma Negra" foi regravada por artistas proeminentes como Lola Beltrán, Vicente Fernández, Ángela Aguilar, Lila Downs, Rocío Jurado, Vikki Carr, Angélica Garcia e Jenni Rivera.